# 美努奥麻呂
美努 奥麻呂（みの の おきまろ、生没年不詳）は、奈良時代中・後期の官人。姓は連。のち一時的に宿禰。官位は外従五位上・造東大寺司判官。

## 出自
三野氏（美努氏）は、もと県主姓で、天武天皇13年（684年）に連姓を賜っている。氏の名前は『古事記』崇神天皇段に見える「河内之美努村」より来ており、『新撰姓氏録』河内国神別に、角凝魂命の4世の子孫の「天湯川田奈命之後也」とある。

## 経歴
称徳朝の天平宝字8年（764年）10月、藤原仲麻呂の乱後の論功で正六位上から外従五位下に叙せられている。天平神護3年（767年）2月には外従五位上に出世している。
史書では以上だが、その造東大寺司の官人としての記録は『正倉院文書』に残されている。孝謙朝の天平勝宝2年（750年）3月3日付造東大寺司牒案に「主典従八位下」とある。以後、天平宝字8年正月16日付奉写御執経所請経文の時点まで、造東大寺司主典を務めたことが分かっており、この間に正六位上まで昇叙している。同年3月4日付造東大寺司写本検注文案以後、「造東大寺判官」と見え、仲麻呂の乱後の同年の10月14日付造東大寺司牒に、「判官外従五位下」と見える。神護景雲2年（768年）3月30日付造東大寺司移案まで「造東大寺司判官」と見える。同年4月29日付奉写一切経司移以後は「造東大寺司大判官」とあり、奉写一切経所別当を兼任している。以後、宝亀3年（772年）12月に私銭3貫文を借りたという記録まで『正倉院文書』に頻出する。
この間、神護景雲4年（770年）の奉写一切経料紙墨納帳によると、5月13日に「大判官美努宿禰奥麻呂」、8月7日・9日・11日に「別当大判官美努宿禰」、9月3日・17日に「別当大判官美努連」、9月22日に「別当大判官美努宿禰」、9月23日に「別当大判官美努連」、9月29日に「別当大判官外従五位上美努連」、10月2日に「別当大判官美努連」とあり、一時的に「宿禰」姓になり、同年9月に「連」姓にもどされたことが分かっている。『続紀』神護景雲4年4月には、弓削耳高・美努財刀自らに宿禰姓が授けられたが、道鏡の失脚により元の姓にもどされたとあり、このこととも関連性があると考えられている。
造東大寺司としては、寺田の検定に関与しており、天平神護2年（766年）10月21日付越前国司解にも「造寺司判官、外従五位下」としてその名前が見え、また足羽郡糞置庄田図にも同様に見える。同足羽郡道守庄田図にも同じように現れている。

## 官歴
注記のないものは『続日本紀』による。
- 天平勝宝2年（750年）3月3日：見造東大寺司主典・従八位下（『大日本古文書』による）
- 天平勝宝3年（751年）7月：見従七位下[22]
- 天平勝宝7歳（755年）3月：見正七位上[23]
- 天平勝宝9歳（757年）7月：見従六位上[24]。
- 天平宝字6年（762年）3月：見三木工所別当・正六位上[25]・見造香山薬師寺所別当[26]
- 天平宝字8年（764年）正月16日：見造東大寺司主典（『大日本古文書』による）。3月4日：見造東大寺司判官（『大日本古文書』による）。10月7日：外従五位下
- 神護景雲2年（768年）3月30日：見造東大寺司判官。4月29日：見造東大寺司大判官兼奉写一切経所別当
- 神護景雲4年（770年）4月11日：宿禰改姓？5月13日以降：宿禰姓（『大日本古文書』による）。9月：連改姓（『大日本古文書』による）
- 宝亀3年（772年）12月以降：散位？